# Huéznar
El río Huéznar, también llamado  río Huesna, Rivera del Huesna o Rivera del Huéznar, es un afluente del Guadalquivir de la provincia de Sevilla, Andalucía, España, que tiene una longitud de 65 kilómetros. 

## Curso
Nace en las cercanías de la localidad de San Nicolás del Puerto y desemboca en el río Guadalquivir en las proximidades de Villanueva del Río y Minas. A lo largo de su curso pasa por Cazalla de la Sierra, Constantina y El Pedroso, vence un desnivel total de 565 metros, lo que supone una pendiente media del 0.88%. Unos 2 km corriente abajo a partir de San Nicolás del Puerto, forma el monumento natural Cascadas del Huéznar.
Su cuenca, inculyendo a su afluente del arroyo de Galapagar (30,1 km), tiene una superficie de unos 760 km² constituida en su mayor parte por materiales paleozoicos

## Flora y fauna
Las especies dominantes en el bosque de  galería de la ribera del Huéznar son las alisedas (Alnus glutinosa), olmedas (Ulmus minor), fresnedas (Fraxinus angustifolia), alamedas (Populus alba) y choperas (Populus nigra).